# 保守人民党 (丹麦)
保守人民党（丹麥語：Det Konservative Folkeparti），簡稱保守黨（丹麥語：Konservative），是丹麦的一個政党，於1915年成立，主张私有制與自由貿易，並积极参与国际合作。

## 歷史

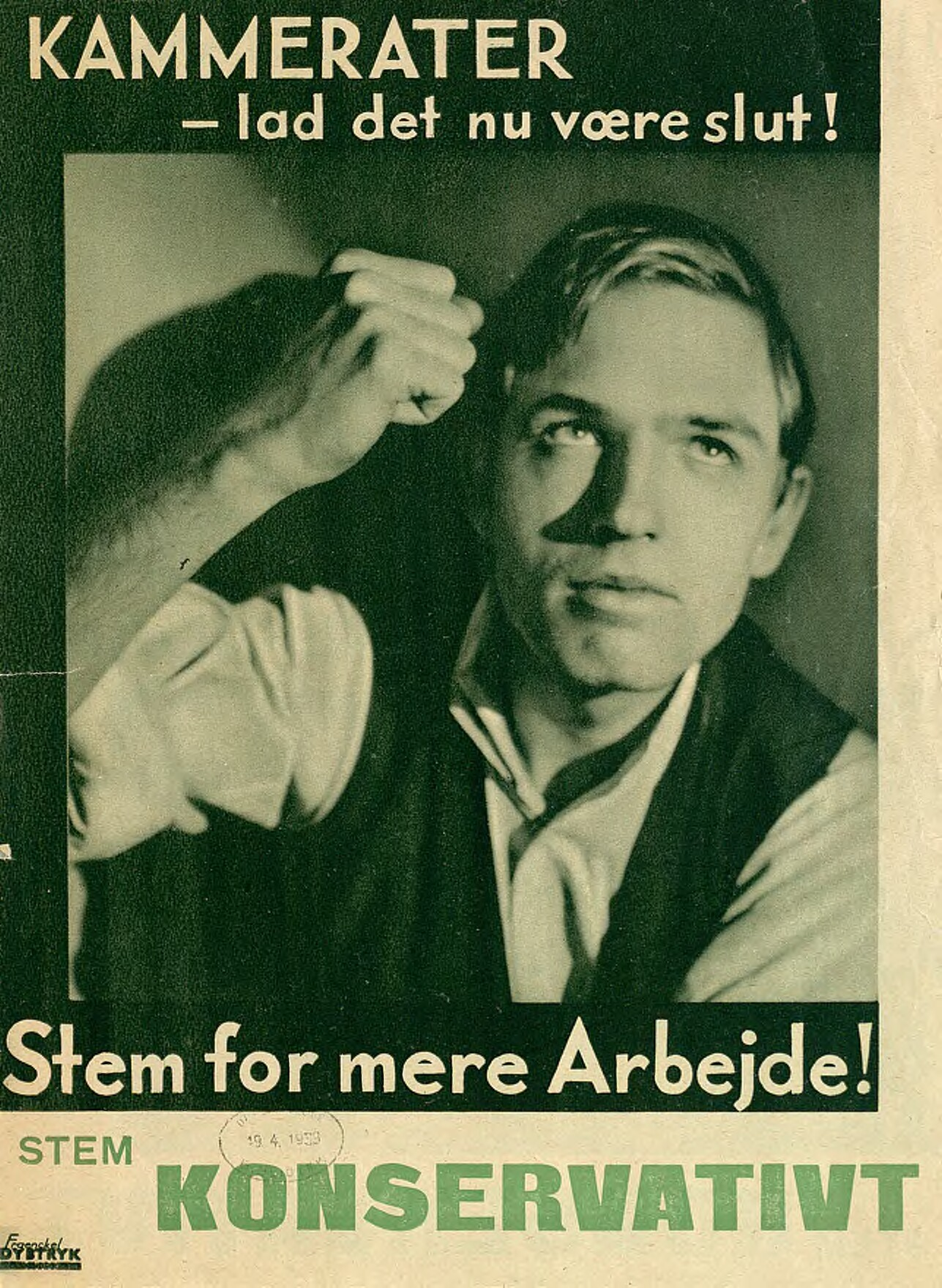
1939年選舉海報

保守人民黨成立於1915年，由右派黨、自由保守黨、與自由黨的溫和右翼派系所組成。
保守人民黨多次參與中間偏右聯合政府，但僅有一位首相保羅·施呂特（1982－1993年），在任長達十一年。
2001至2011年，保守人民黨與自由黨組成中間偏右聯合政府。
該黨是歐洲人民黨成員。2004年歐洲議會選舉，保守人民黨拿下一席。
2011年丹麥議會選舉，保守人民黨獲得8席，較2007年丹麥議會選舉減少10席。選後，該黨為議會第八大黨。
2015年大选取得6席。

## 联系
官方網站（页面存档备份，存于）